# کبوتر شاهی
کبوترهای شاهی یا کبوترهای شاهنشاهی (نام علمی: Ducula) یک سرده از خانواده کبوتران است. آن‌ها کبوترهای بزرگ تا بسیار بزرگ با ساختار سنگین و دم متوسط تا بلند هستند. آنها درخت‌زی هستند، عمدتاً از میوه‌ها تغذیه می‌کنند و با سردهٔ دیگر، کبوترهای میوه‌خوار، ارتباط نزدیک دارند. هر دو سرده پرهای رنگی روشن، عمدتاً سبز، اغلب با زیرتنه متضاد بنفش، نارنجی یا قرمز را نشان می‌دهند. برخی از کبوترهای شاهنشاهی نرمه بینی بادکرده دارند. آن‌ها شکاف‌های بزرگی دارند و دانه‌ها را به‌طور کامل می‌بلعند و نقش مهمی در پراکندگی دانه دارند.
کبوترهای شاهی در جنگل‌های جنوب آسیا، گینه نو، شمال استرالیا و جزایر اقیانوس آرام یافت می‌شوند. بسیاری از گونه‌ها عشایری هستند و مسافت‌های طولانی را برای بهره‌برداری از منابع میوه فصلی سپری می‌کنند. برخی مهاجرت می‌کنند و همه پروازهای قوی هستند. به دلیل از بین رفتن زیستگاه و شکار، گونه‌های کبوترهای شاهی در میان گونه‌های پرندگان در معرض تهدید در سراسر جهان قرار دارند.

## پراکندگی و زیستگاه
کبوترهای شاهی تنها در جنوب آسیا، استرالیا، گینه نو و اقیانوس آرام یافت می‌شوند، پراکندگی از هیمالیا (D. badia) تا تاهیتی در اقیانوس آرام جنوبی (D. aurorare) و بیشترین تنوع پرندگان در گینه نو است. کبوترهای شاهنشاهی پروازهای قوی دارند و توانایی پرواز بر فراز اقیانوس‌ها را دارند و در جزایر مستعمره و مجمع الجزایر موفق بوده‌اند.
استرالیا نمایندگی ضعیفی از کبوترهای شاهنشاهی در میان جانوران خود دارد و تنها یک گونه در سرزمین اصلی زادآوری می‌کند (D. spilorrhoa). توضیح واضحی وجود ندارد که چرا گونه‌های بیشتری از کبوتر شاهنشاهی از جزایر تنگه تورس عبور نکردند تا به سرزمین اصلی استرالیا برسند. سردهٔ Lopholaimus، که تنها یک گونه را شامل می‌شود، ممکن است پیش از استقرار اروپاییان در سرزمین اصلی استرالیا به خوبی نشان داده شده باشد، بنابراین Ducula را حذف می‌کند.
کبوترهای شاهی درخت‌زی هستند و تقریباً منحصراً در زیستگاه‌های جنگلی و بیشه‌ای یافت می‌شوند که در آن درختان میوه‌دار در دسترس است. حدود نیمی از گونه‌ها، جنگل‌های کوهستانی تا ارتفاع ۲۵۰۰ متری را اشغال می‌کنند. بسیاری از آن‌ها در جزایر یافت می‌شوند و در جنگل‌های ساحلی زندگی می‌کنند و گونه‌های کمی در لبه‌های جنگل یا حرا زندگی می‌کنند.

## نگارخانه

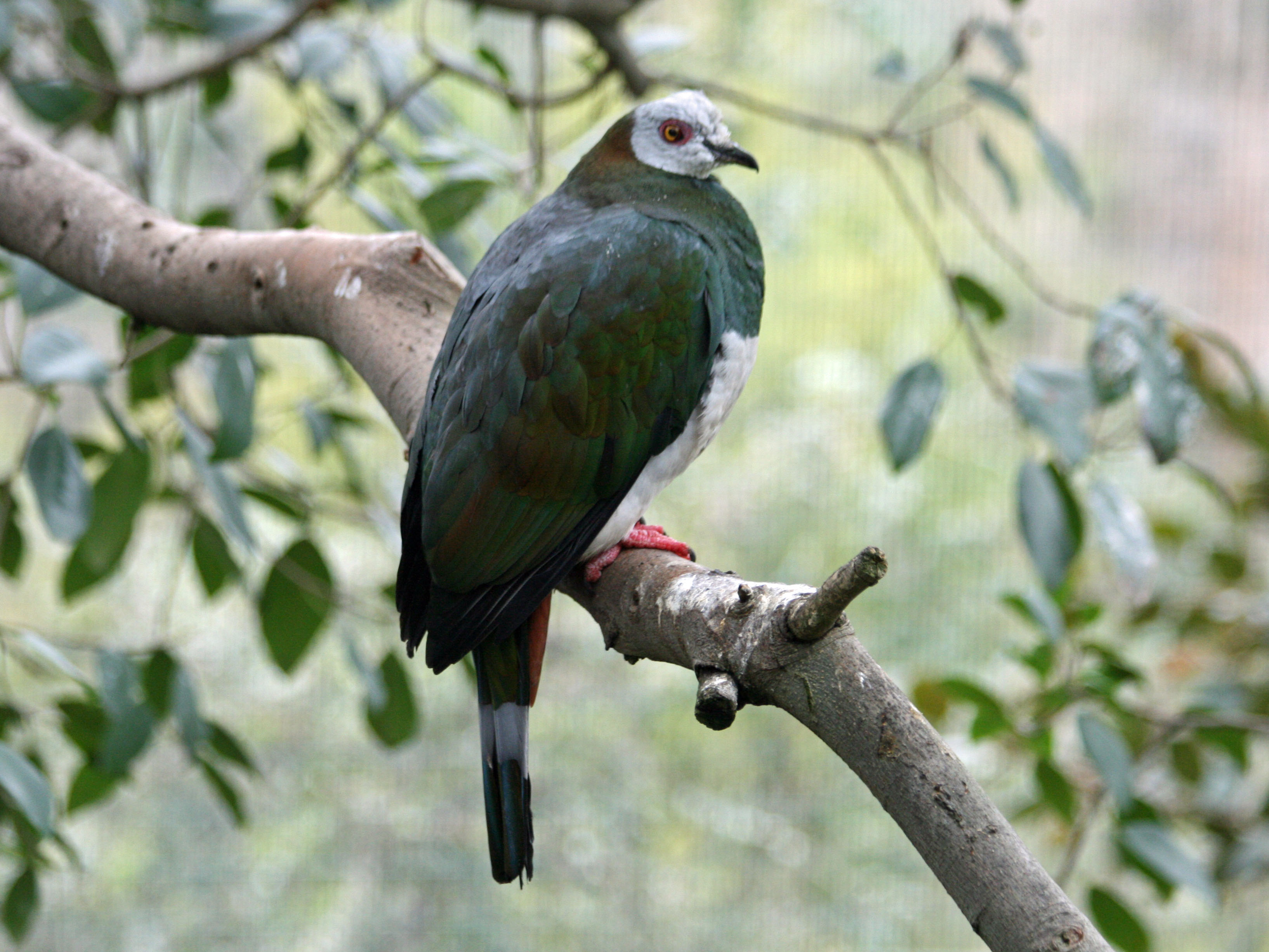
کبوتر شاهنشاهی شکم‌سفید (D. forsteni) که کلاه مشخصی دارد
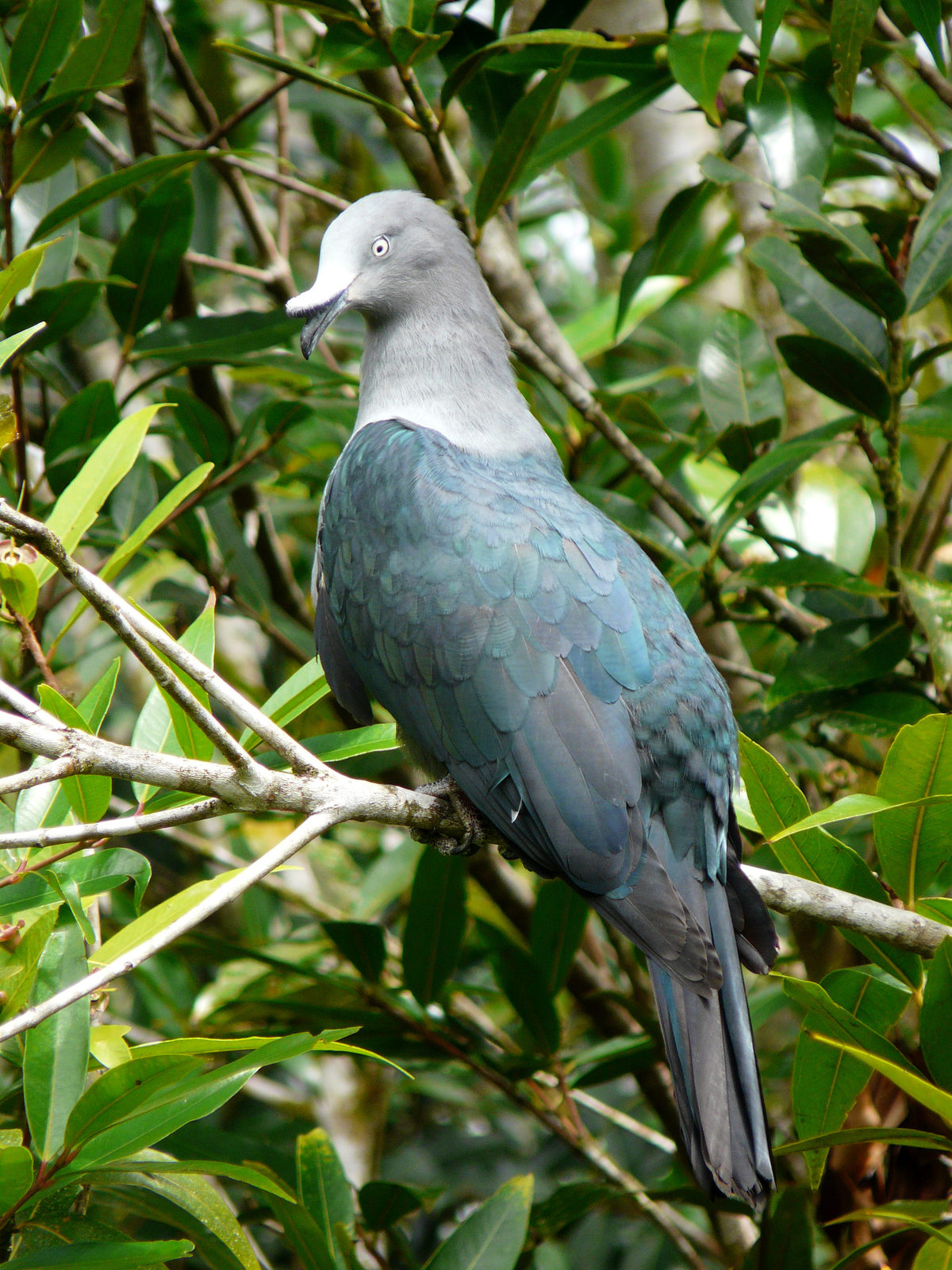
کبوتر شاهنشاهی مارکیزی (D. galeata) که نرمه بینی رنگ‌پریده برجسته را نشان می‌دهد
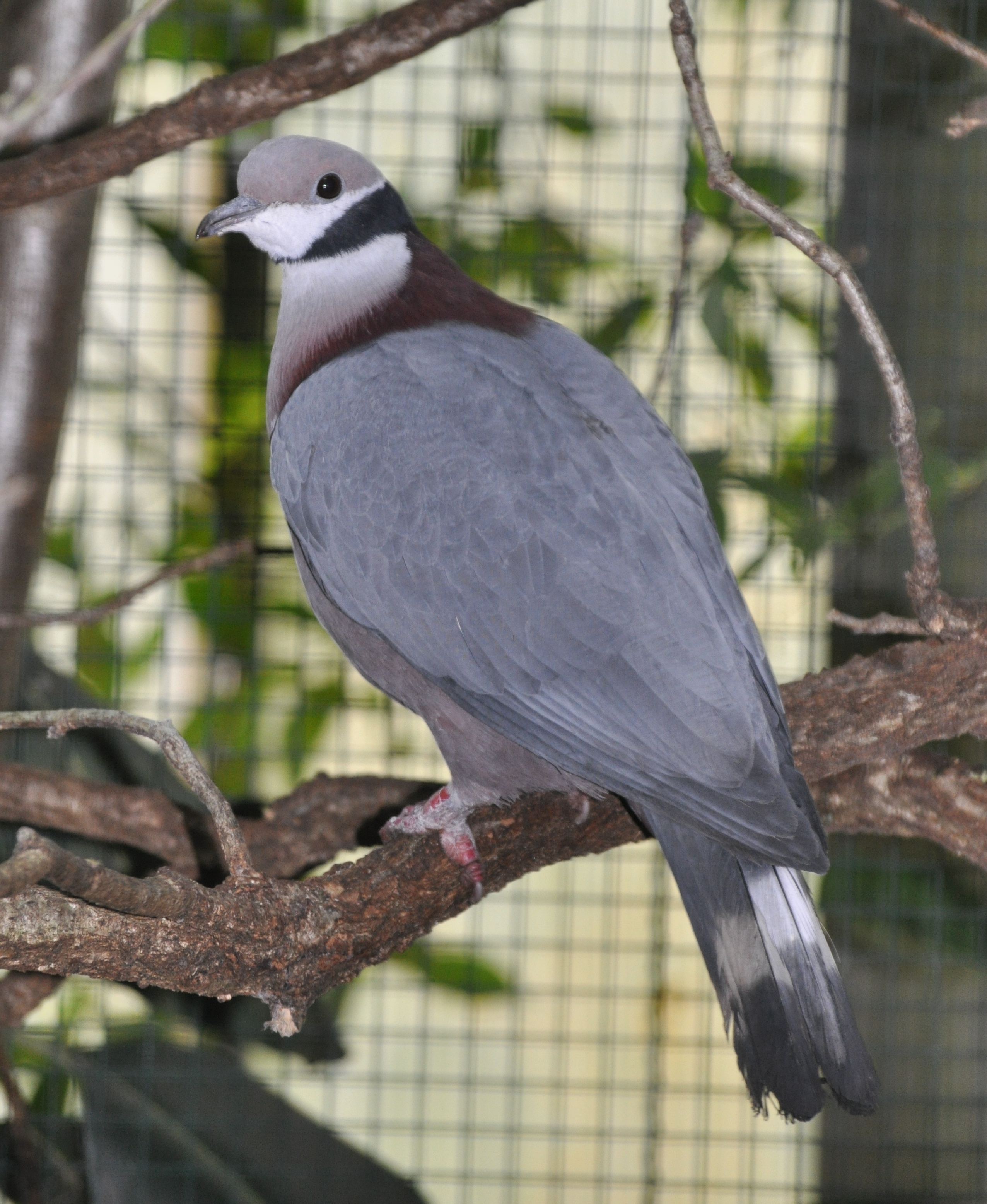
کبوتر شاهنشاهی یقه‌دار (D. mullerii) یقه سیاه متمایز را نشان می‌دهد
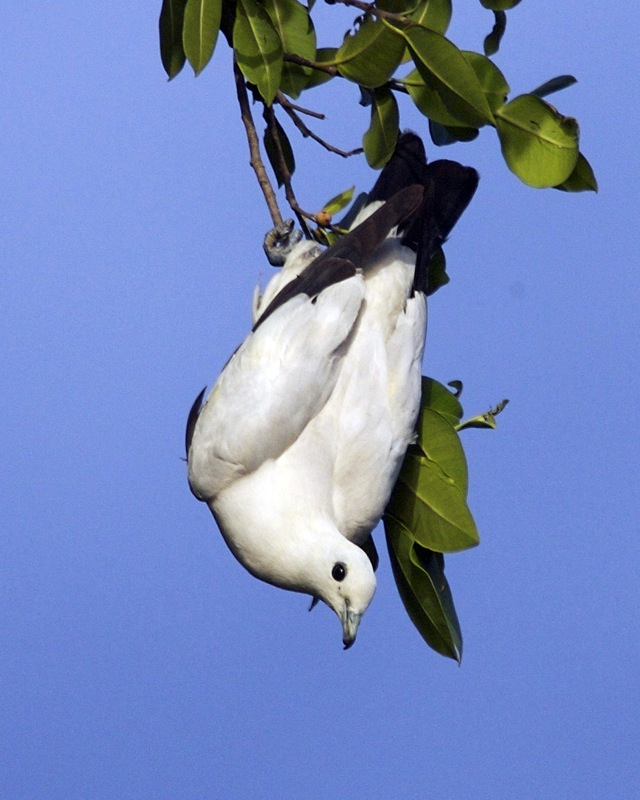
کبوتر شاهنشاهی پیسه (D. bicolor)